# Монтовио, Роберт
Роберт Монтовио (англ. Robert Montovio; 3 августа 1984, Гибралтар) — гибралтарский футболист, нападающий. Выступал за сборную Гибралтара.

## Биография

### Клубная карьера
Всю игровую карьеру провёл в чемпионате Гибралтара. После вступления Гибралтара в УЕФА был игроком клубов высшей лиги «Колледж Европа», «Европа Поинт» и «Гибралтар Юнайтед». С 2017 года выступает во втором дивизионе Гибралтара, где имеет весьма высокую результативность, забивая в среднем более одного гола за матч.

### Карьера в сборной
Впервые получил вызов в сборную Гибралтара в марте 2016 года на товарищеские игры против сборных Лихтенштейна и Латвии и принял участие в обоих матчах. В течение года вызывался в сборную ещё несколько раз, в том числе на матчи отборочного турнира чемпионата мира 2018, однако на поле больше не выходил.